# Crucifixion
Cet article concerne la crucifixion de Jésus de Nazareth. Pour le supplice en général, voir Crucifiement.
Pour les articles homonymes, voir Crucifixion (homonymie).

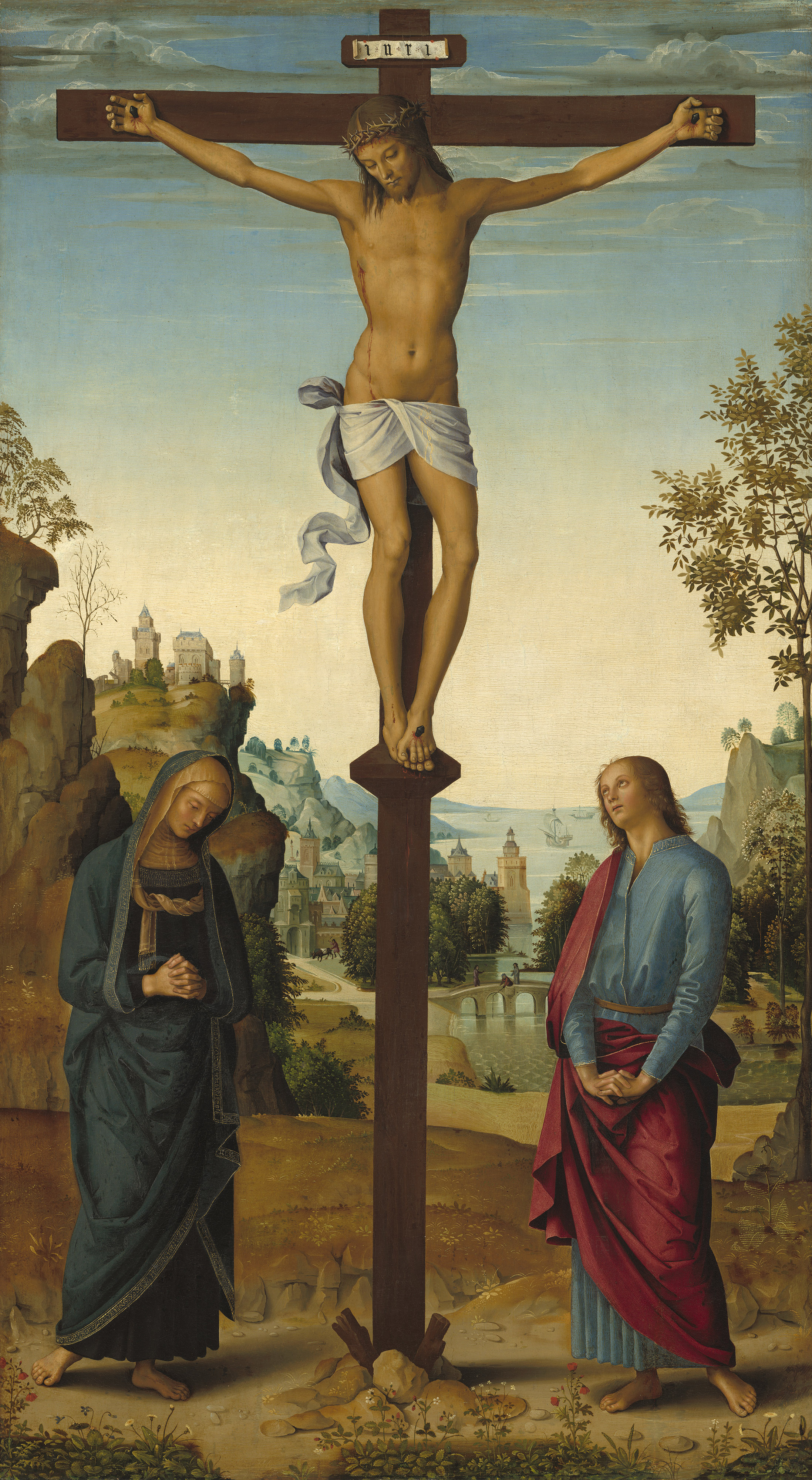
Crucifixion par Le Pérugin.

La Crucifixion (du latin classique crucifixio) désigne le crucifiement de Jésus de Nazareth — considéré par les chrétiens comme le Christ — décrit dans les évangiles canoniques et mentionné dans les épîtres et d'autres sources anciennes,. Selon les textes néotestamentaires, Jésus-Christ fut condamné à mort par le préfet romain Ponce Pilate, et exécuté par le supplice de la croix avec l'inscription « INRI ». La date de cette crucifixion fut un vendredi 14 (selon saint Jean) ou 15 (selon les évangiles synoptiques) Nisan, au cours d’une éclipse de lune, ce qui correspondrait au vendredi 3 avril 33 selon l’astronome Jean-Paul Parisot. Sept paroles de Jésus en croix sont décrites dans les évangiles canoniques.
Les péricopes de l'arrestation de Jésus, de son procès, du portement de croix et de sa crucifixion, font partie du récit de la Passion. Le passage de la crucifixion à la résurrection de Jésus est aux fondements de la religion chrétienne.

## Récit des évangiles

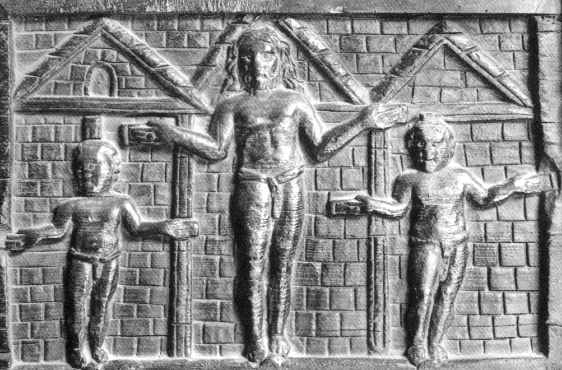
Jésus crucifié aux pieds non cloués. Porte de l'église Sainte-Sabine de Rome datée du Ve siècle.

L'identification des causes de la condamnation de Jésus reste un sujet débattu : les récits évangéliques qui attribuent aux Juifs l'initiative des poursuites et rapportent une condamnation hâtive et une exécution romaines, ont en effet une forte portée théologique, visant notamment à montrer que le procès n'a pas été régulier. Toujours est-il que l'exécution de Jésus a pour les autorités juives des raisons essentiellement religieuses, et pour les autorités romaines des raisons politiques. Certains contemporains de Jésus le tenaient pour un menteur, un faux prophète, voire un idolâtre, ce qui a certainement inquiété les autorités juives craignant que ses disciples voient en lui une figure messianique. Chez les Romains, le crucifiement était un supplice infamant réservé aux criminels, ce qui indique que les charges retenues contre Jésus devaient être très sérieuses : « agitateur dangereusement arrogant », criminel politique, il fut probablement accusé de créer de graves troubles à l'ordre public, « ce qui correspondrait à l'idée d'une prétention messianique royale, qu'elle soit de son fait ou de celui de ses disciples ».
Dans l'Évangile selon Jean, Jésus est obligé, comme d’autres condamnés au crucifiement (qui deviendra pour ce cas précis la Crucifixion), de porter sa propre croix jusqu’au mont du Golgotha (la place du crâne), le lieu de l’exécution. D’après les Évangiles synoptiques, sur la route du Golgotha, les soldats obligent un passant, Simon de Cyrène, à porter la croix de Jésus. La raison n’en est pas donnée dans les Évangiles, mais l’Évangile selon Marc trouve opportun de citer les enfants de Simon, Alexandre et Rufus, comme s’ils avaient été des personnages connus des futurs lecteurs de Marc. Paul cite aussi un « Rufus » dans son Épître aux Romains (Rm 16,13). Luc ajoute que les femmes disciples suivaient Jésus, et pleuraient sur son destin, mais qu’il leur répondait par des citations (notamment du Livre d'Osée, Os 10,8).
Le récit littéraire de la mort se déroule dans un cadre marqué par un rythme de trois heures dans l'Évangile selon Marc : Jésus est crucifié à la troisième heure (9 heures du matin), les ténèbres débutent à la sixième heure (à midi) et la mort survient à la neuvième heure (trois heures de l'après-midi). On doit prendre garde à ne pas confondre cette « sixième heure » avec celle dont il est question en Mt 27,45, puisqu'il s'agit du « jour » dans ce dernier passage. La péricope marcienne a une visée théologique manifeste car ces trois blocs de trois heures correspondent aux trois moments de prières journalières dans le judaïsme au temps de Jésus.
Quand ils arrivent au Golgotha, les Évangiles synoptiques relatent qu'un soldat propose à Jésus du vin mêlé de myrrhe pour atténuer la douleur, mais il le refuse. Jésus est alors crucifié, d’après les Évangiles synoptiques, à la « troisième heure » du jour (9 h). Selon les récits et traditions, il aurait été crucifié avec trois ou quatre clous.
Les quatre Évangiles canoniques mentionnent un titulus, pancarte qui porte une inscription laconique déclarant, sur un ton moqueur, Jésus roi des Juifs (le futur acronyme INRI). L’Évangile selon Jean dit que l'inscription avait été rédigée par Pilate et était en « hébreu », en latin et en grec. L'affichage de la condamnation sur des croix est peu attesté historiquement.
Les Évangiles canoniques relatent alors que les vêtements de Jésus lui sont retirés par les soldats, pour être répartis entre eux en plusieurs lots. L’Évangile selon Jean évoque cette pratique qui correspondait à la coutume, mais aussi, par le procédé de l'intertextualité, l'accomplissement d'une prophétie de Ps 22,18. Au IVe siècle, l'Évangile de Nicodème mentionne le port d'un pagne ceint autour des reins. Il est probable que les bourreaux romains aient retiré le michrasim, le caleçon en toile de Jésus, mais il est moins vraisemblable qu'ils l'aient recouvert de ce pagne afin de respecter la pudeur juive (humiliation supplémentaire de la part des Romains, la dénudation est complète comme pour la flagellation), la représentation du périzonium par les artistes n'apparaissant qu'à partir du VIIIe siècle.

## Historicité
| |  |  |
| Le graffito d'Alexamenos qui pourrait être la plus ancienne représentation de la crucifixion de Jésus dessinée entre le Ier siècle et le IIIe siècle (figure de gauche), évoque déjà le cloutage (dessin de droite). |  |  |

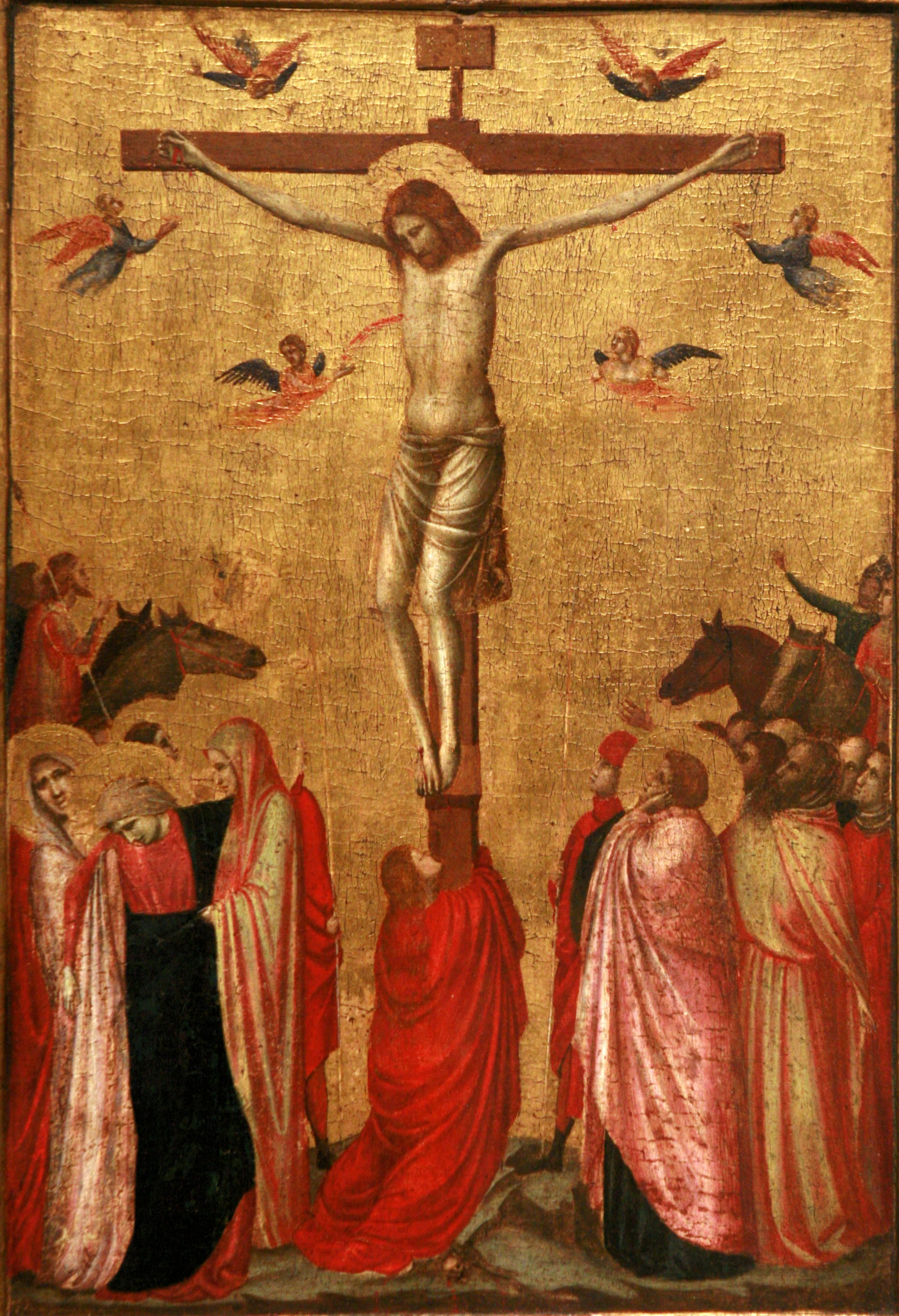
Giovanni Previtali crédite Giotto de l'innovation du Christ en croix avec trois clous et le suppedaneum (c. 1320-1325), disposition cependant existant déjà dans la peinture de style byzantin du XIIIe siècle illustrée dans la galerie ci-dessous.

L'historicité de la crucifixion ne fait plus de doute pour les chercheurs, qui y retrouvent les principaux critères d'authenticité, comme le souligne John Paul Meier : l'embarras ecclésiastique, l'attestation multiple et la cohérence. Bart Ehrman estime que la crucifixion de Jésus sur l'ordre de Ponce Pilate est l'élément le plus certain de sa biographie.
Les causes et les détails de l'exécution de Jésus sont sujets à discussions, certains auteurs soutenant que les évangélistes proposent un récit fidèle aux faits, d’autres qu’ils auraient enrichi ces épisodes bibliques de symboles théologiques. Il y a donc absence de consensus sur la possibilité ou non de retracer un déroulé exact des réels évènements selon les évangiles.
Aucun des évangélistes ne mentionne au moment de la crucifixion le cloutage des pieds et des mains. Plus tard, pendant l'épisode de l'incrédulité de Thomas, Jean évoque un cloutage des mains ou poignets (le mot grec χειρός étant le même pour l’ensemble main et poignet) , et Luc décrit Jésus ressuscité montrant ses mains/poignets et ses pieds. Si la tradition du cloutage peut être interprétée comme un embellissement théologique des évangélistes Jean et Luc, ainsi que de l'apocryphe Évangile de Pierre, pour répondre à la prophétie du Livre des Psaumes, cette tradition (développée après par Justin Martyr vers 160) repose sur une réalité historique. La recherche contemporaine la confirme en s'appuyant sur les sources documentaires relatant les crucifiements à l'époque romaine, sur le contexte historique (les crucifiements en masse privilégiaient les cordes mais il n'était pas rare pour des exécutions singulières d'utiliser des clous) et sur les découvertes archéologiques,. Mais si la tradition du cloutage des mains a une certaine autorité, celle des pieds est moins assurée mais elle est vérifiée par l'archéo-anthropologie, l'évangile de Jean et de Pierre ne le mentionnant pas.
Si l'évangile selon Jean est le seul des quatre évangiles canoniques à mentionner le coup de lance, il ne cite aucun texte de l'Ancien Testament qui aurait pu inspirer cette mention de l'effusion de sang et d'eau, ce qui suggère son authenticité. Cependant, le passage johannique peut être une allusion à une prophétie du Livre d'Ézéchiel. Néanmoins, l’authenticité réelle du texte reste d’autant plus renforcée qu’elle surprend même les spécialistes scientifiques du monde médico-légal par la justesse du constat, qui selon le docteur Philippe Boxho ne pourrait être fait que par un témoin oculaire, de l’écoulement de sang et d’eau en lien avec l’action du coup de lance.

## Théologie de la croix

### Le Christ rédempteur
La théologie de la croix désigne une théologie qui au lieu de mettre en avant la puissance divine insiste sur la souffrance et la faiblesse d'un Christ crucifié. Elle apparaît notamment d'abord chez l'apôtre Paul qui prêchait un « Christ crucifié, scandale pour les Juifs, folie pour les païens », puis chez Luther pour qui « la croix seule est notre théologie ».

### Les deux larrons
Les quatre évangiles canoniques relatent que deux criminels sont crucifiés avec Jésus. Le crucifiement était une peine romaine réservée aux esclaves et aux grands brigands, aux pirates, parfois aux prisonniers de guerre et aux condamnés pour motifs politiques mais non pas à de simples voleurs. Les évangiles selon Marc et selon Matthieu les appellent « brigands » ou « bandits » en les qualifiant en grec de λῃστής / lêistếs, mot qui signifie « brigand, pirate », ceux de Luc et Jean les dénomment génériquement malfaiteurs, en utilisant le mot grec κακοῦργος / kakoûrgos. Ces deux mots étaient des appellations classiques des Romains à l'encontre des sicaires ou des zélotes. Il est possible que les évangélistes aient voulu faire référence à des séditieux et aient introduit ces personnages dans un but théologique et que la tradition chrétienne ultérieure ait voulu atténuer ce côté violent et politique.
Tandis que Marc et Matthieu disent que tous deux insultaient Jésus, dans l'Évangile selon Luc l'un des deux le respecte et lui demande : « Souviens-toi de moi, quand tu viendras dans ton règne ». En raison de la réponse de Jésus dans cet évangile : « aujourd'hui tu seras avec moi dans le paradis », on le considère comme un saint, en l’appelant « le bon larron ».
Souvent on appelle le « bon larron » Dismas (Dysmas) et « le mauvais larron » Gestas, en suivant l'histoire des Actes de Pilate du IVe siècle, qui ont connu une très large diffusion en Occident. Des textes plus antiques les appellent Joathas et Maggatras (Capnatas, Gamatras), ou Zoatham et Camma. Dans l'Évangile arabe de l'Enfance ils sont Titus et Dumachus,. L'Église catholique commémore le 25 mars « le saint brigand (sanctus latro), qui confessa le Christ sur la croix », et l'Église orthodoxe célèbre le 12 octobre du calendrier julien (25 octobre grégorien) la « Mémoire du Bon Larron ».

## Pratiques du crucifiement

### Aspect juridique
Le crucifiement romain était considéré comme la peine suprême, principalement réservée aux esclaves et aux rebelles. Les citoyens romains avaient droit, quant à eux, à la peine honorable de la décapitation ; il leur était même accordé le droit de se suicider, et de voir ainsi leurs dispositions testamentaires respectées. Les affranchis, en revanche, perdaient leur statut du fait de leur crime, redevenaient esclaves et, partant, subissaient le même sort que ceux-ci.
Selon le Digeste, « le crime commis contre le peuple romain ou contre sa sécurité est un crime de lèse-majesté (maiestatis crimen) » et l'inscription INRI, « le Roi des Juifs », est placée sur la croix. Jésus, provincial juif condamné pour sédition, tombe ainsi sous le coup de la Lex Iulia maiestatis (it) qui établit pour ce crime de rébellion envers l'autorité impériale, la crucifixion.

### Aspect technique
Il n'existe aucune source écrite de cette époque détaillant les instructions et les techniques de ce supplice qui ont varié selon les époques et les régions.

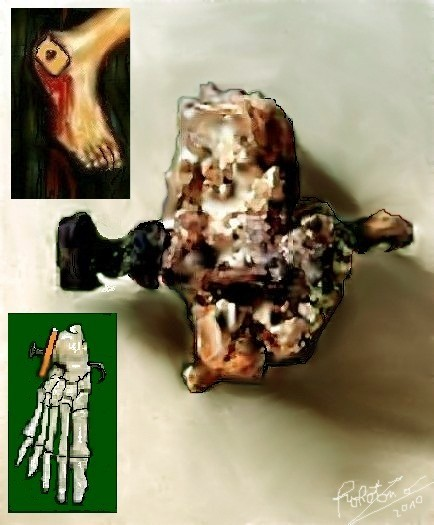
Premier témoignage archéologique connu de la réalité du crucifiement en Israël lors de la fouille d'un ossuaire en 1968.

Le plus souvent, le condamné était cloué ou attaché avec des cordages (effet de garrot) les bras écartés sur une poutre (patibulum) sur laquelle était attaché le motif de sa condamnation (titulus). Le patibulum, doté d'une mortaise, était fixé, soit au sommet (crux commissa en forme de T), soit en dessous (crux immissa) d'un pieu (stipes) qui était ensuite fiché en terre. Le condamné pouvait être également attaché ou cloué à un simple poteau (crux simplex), une crux commissa ou croix en tau dans laquelle la poutre verticale ne dépasse pas la poutre horizontale, une croix en X (crux decussata) ou à un arbre (arbor infelix ou infelix lignum, « arbre de malheur »). Ces termes latins relatifs aux différentes formes de croix ont été créés au XVIe siècle par l'humaniste Juste Lipse dans son essai De cruce. L'iconographie traditionnelle de la croix de Jésus est du type crux immissa avec un stipes peu élevé (crux humilis, contrairement à la crux sublimis, croix élevée pour que l'exécuté soit visible de loin), les artistes ayant traduit la vision des théologiens selon laquelle le titulus devait être clouté sur le haut du stipes, mais cette pancarte pouvait être aussi suspendue autour du condamné. Ces théologiens privilégiaient également une croix relativement basse pour qu'un soldat puisse lui donner à boire avec une éponge imprégnée de vinaigre (la posca) au bout d'un roseau ou d'une petite branche d'hysope. Les historiens ne peuvent quant à eux se prononcer sur la forme de la croix de Jésus, leur seule certitude est que les Romains employaient d'ordinaire la crux commissa et que la tradition tardive de la croix latine (crux immissa à branches inégales) n'a aucune autorité.
Différentes pièces en bois pouvaient prolonger le supplice du crucifiement en permettant au condamné de mieux respirer : sedula pour le fessier, suppedaneum pour les pieds encloués ou attachés. Comme l’explique l’historien Yosef Klausner, le corps nu du supplicié se couvrait de plaies sur lesquelles venaient se coller mouches et moustiques. Avec ses sphincters qui se relâchaient, l'urine et les excréments coulaient le long de ses jambes, conjuguant ainsi à la souffrance l'humiliation de cette exhibition publique. Des chiens errants et des vautours pouvaient venir arracher la chair des suppliciés encore en vie, ce qui suggère, contrairement aux représentations traditionnelles du Christ en croix, que les croix étaient plantées suffisamment bas pour que les canidés puissent attaquer le corps des crucifiés. Selon la coutume romaine, le cadavre devait rester en place pour devenir la proie des oiseaux mais selon la loi juive, le corps devait être enlevé le soir même pour être déposé dans la sépulture des suppliciés, la fosse commune.
Des fouilles archéologique menées par Vassilios Tzaferis (en) en juin 1968 dans le quartier de Givat Hamivtar (en) au nord-est de Jérusalem, ont mis au jour les ossements d'un crucifié : cette découverte suggère que les pieds étaient cloués au niveau du calcanéum (cas de Jehohanan (en), crucifié au temps d'Hérode). Toutefois, Flavius Josèphe indique que dans les dernières semaines du siège de Jérusalem, les troupes romaines crucifiaient cinq cents personnes par jour et s'amusaient à les crucifier dans les positions les plus diverses. Le cloutage des mains pouvait se faire de différentes manières selon des études en anatomie et en paléopathologie : dans le haut de la main du côté radial du poignet (hypothèse de Frederick Zugibe), dans l'espace carpien de Destot (hypothèse du chirurgien Pierre Barbet), mais non dans la paume comme l'iconographie traditionnelle le montre car les mains ne pouvaient supporter le poids d'un corps (poids maximum supporté évalué à une trentaine de kg), une crucifixion faite de cette manière aboutissant rapidement à un déchirement des mains, à moins qu'elles ne soient également ligotées au patibulum. Une autre découverte archéologique en Israël suggère que les bras du supplicié pouvaient être encordés et passés derrière le patibulum, les mains étant cloutées non dans la paume mais par derrière.
L'Église privilégiera l'iconographie de la crux immissa qui deviendra au Ve siècle la croix latine, représentée avec un montant vertical élevé (la crux sublimis). Le fait qu'un soldat donne à boire à Jésus avec une éponge imprégnée d'eau vinaigrée (la posca) au bout d'un roseau ou d'une branche d'hysope (tout petit arbrisseau) suggère plutôt l'emploi d'une crux humilis, croix basse utilisée pour les exécutions ordinaires, la crux sublimis étant réservée pour des personnages plus importants afin que leur exécution soit visible de loin.

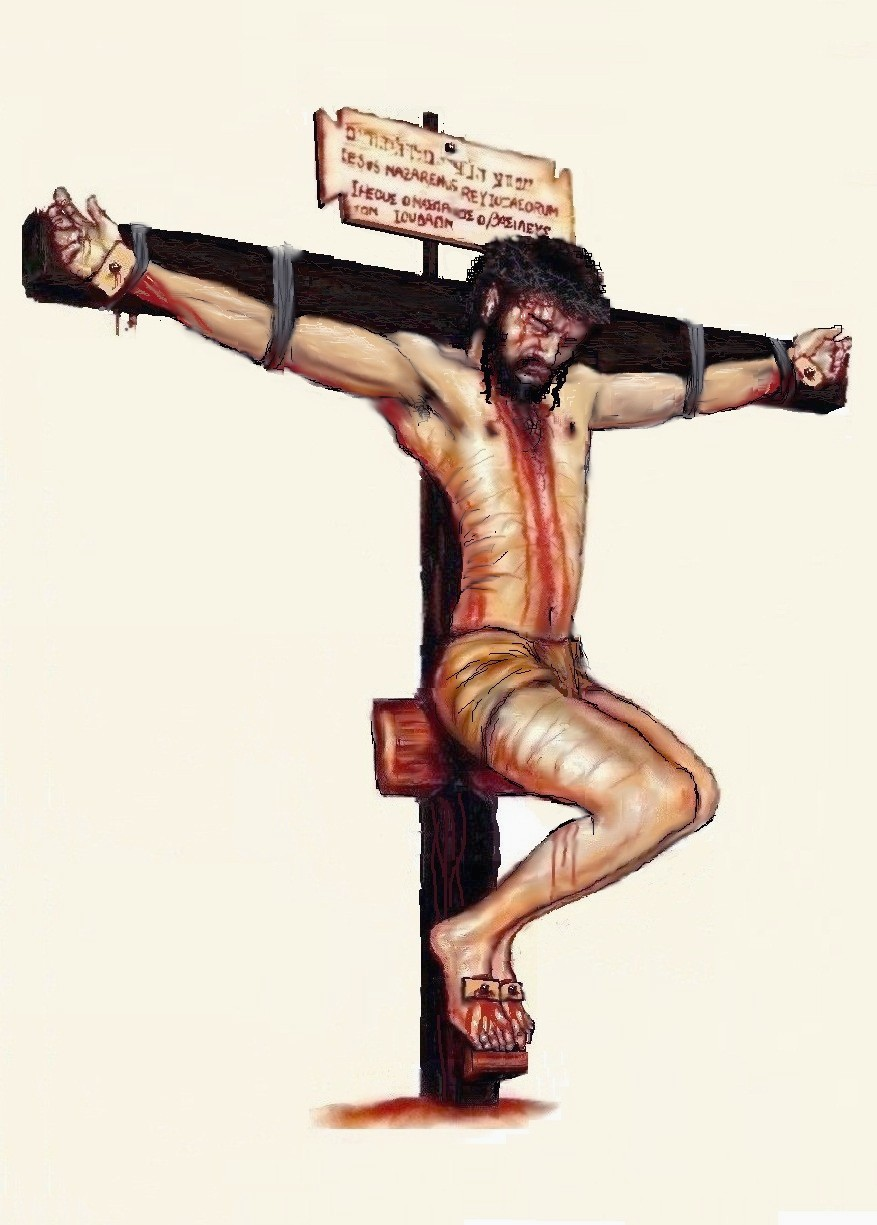
Crux commissa.
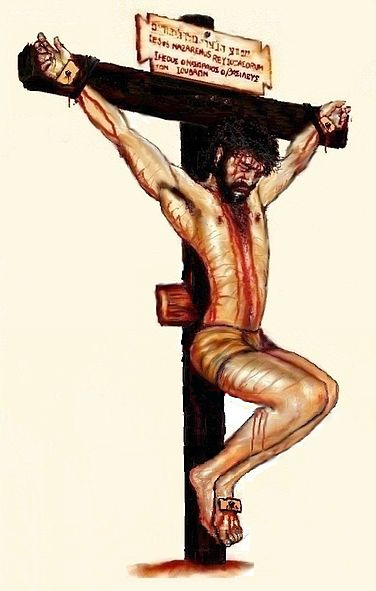
Crux immissa.
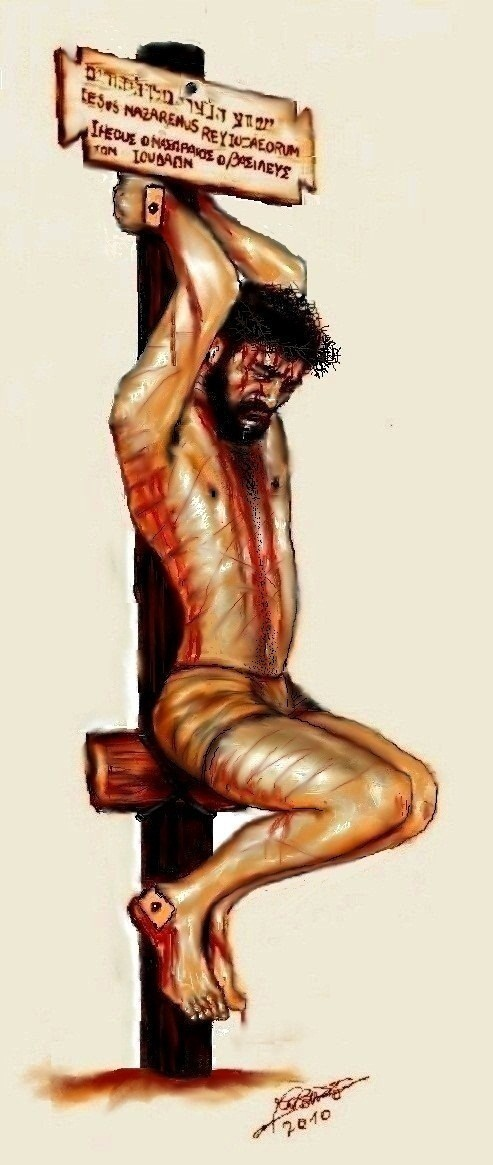
Crux simplex.
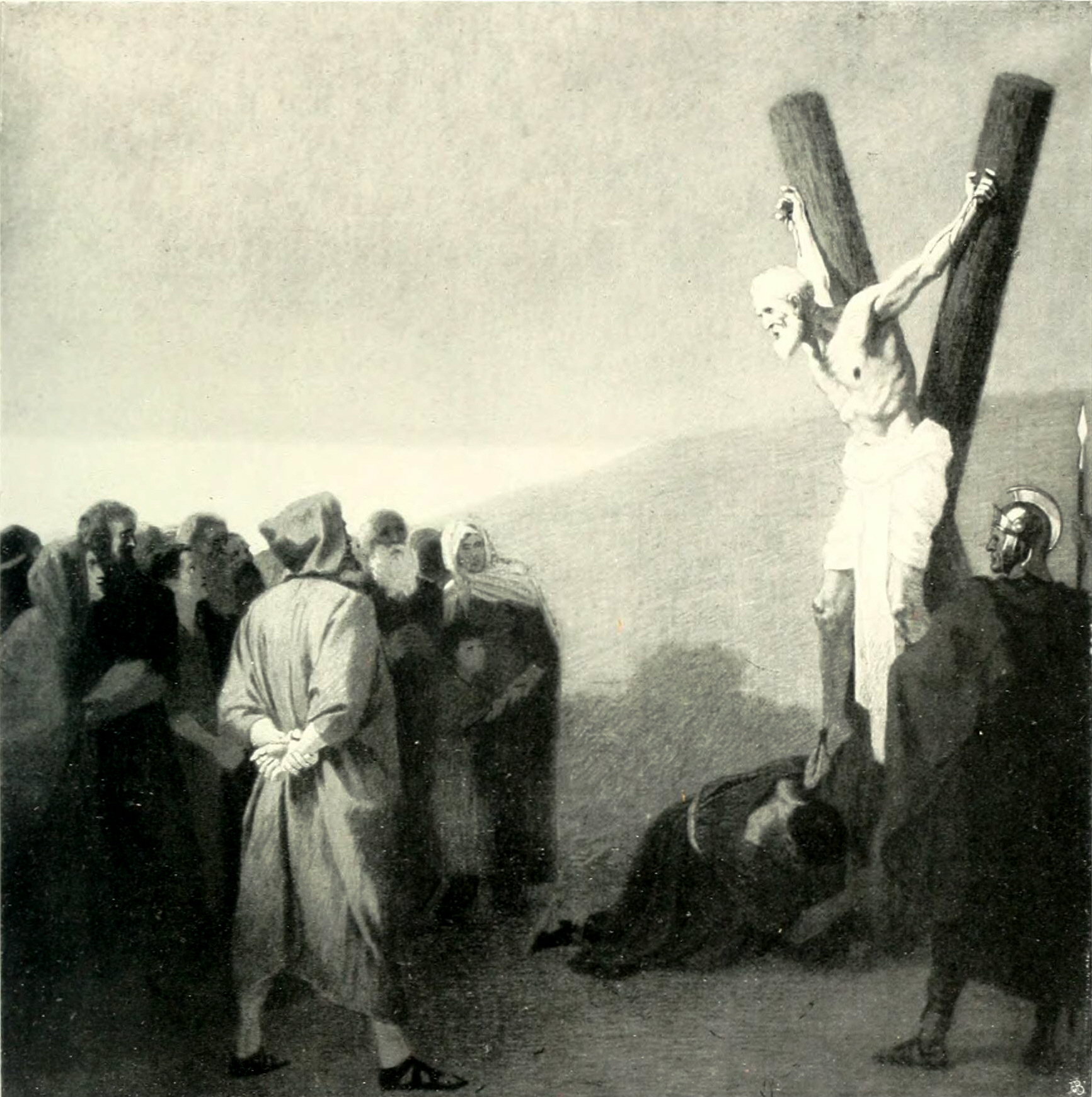
Crux decussata.

## La «crucifixion apparente»

### Le gnosticisme
Selon plusieurs courants gnostiques (Basilide, gnosticisme séthien), Jésus n'a pas été crucifié. Un de ses disciples, ou Simon de Cyrène qui, dans les synoptiques, porte la croix, est mort sur la croix.

### L'islam
Le Coran, sourate 4, verset 157, parle de crucifixion illusoire : Jésus n'est pas mort sur la croix, Dieu l'a enlevé au ciel. Toutefois le Coran ne précise pas si ce que les Judéens des années 30 ont pris pour une crucifixion de Jésus était le résultat d'une substitution d'identité (un homme prenant la place de Jésus), ou l'effet d'une hallucination collective. Le Coran dans ce passage fait-il référence au docétisme ? Les spécialistes qui s'expriment à ce sujet dans Jésus et l'islam (Jacqueline Chabbi, Gabriel Said Reynolds, Claude Gilliot, notamment) ne sauraient l'assurer[source insuffisante]; Michael Marx se prononce pour la négative. Pour les rédacteurs du Coran, le supplice de la crucifixion est « indigne » d'un prophète de l'importance de Jésus, explique M.-T. Urvoy.
Gabriel Said Reynolds évoque la reprise du thème de la crucifixion apparente dans l'Évangile de Barnabé, récit de la vie de Jésus composé par des auteurs anonymes très probablement musulmans, peut-être au XVIe siècle.

## Représentation artistique
La sobriété et la symbolique du récit des évangiles sur la crucifixion laissent place à beaucoup d'interprétation pour les artistes : le Christ crucifié dès le début de l'iconographie chrétienne est une illustration du docétisme avec la représentation du Christus triumphans, puis cette iconographie évolue.
La tradition byzantine représente le Christus patiens (Christ souffrant ou résigné) montrant les déformations dues aux sévices infligés : la tête entourée du nimbe crucifère et légèrement penchée à droite, est caractérisée par les yeux fermés du masque mortuaire, le visage émacié ; le corps affaissé est marqué par les pectoraux en pèlerine reliés par des stries sternales, les côtes sous-mammaires dont le gril commence très bas, les muscles effondrés de l'abdomen et les plaies saignantes (mains, pieds et flanc). Rarissimes toutefois sont les représentations dépeignant le supplice dans sa dramatique réalité, comme Le calvaire de Nikolaï Gay.
Dans l'Église d'Occident, la représentation de la Crucifixion débute partir du Ve siècle, avec un Christ vivant, dépourvu des marques de la douleur extrême, le Christ triomphant (Christus triumphans). Celle de Santa Maria Antiqua réalisée au VIIIe siècle est une des premières de ce type dans l'art monumental. Les yeux du Christ grands ouverts donnent une impression de douceur, et il est vêtu d'une tunique.
Quelques exemples :
- Vitrail de la Crucifixion (XIIe siècle), cathédrale de Poitiers
- Matthias Grünewald (1500-1508) et (1523-1525) et Retable d'Issenheim (1512)
- Francisco de Zurbarán (1627) Le Christ en Croix, Art Institute of Chicago
- Piss Christ d'Andres Serrano (1987)

Le Christ en croix est souvent représenté portant le périzonium.
Les différentes postures de la représentation du Christ en croix sont :
- Christus triumphans, Christ triomphant ;
- Christus patiens, Christ résigné ;
- Christus dolens, Christ souffrant.

Et la représentation de la Croix avec le Christ seul en crucifix.

## Mise en musique
- Joseph Haydn, Les Sept Dernières Paroles du Christ en croix pour orchestre (catalogue Hoboken XX-01), réécrite pour quatuor à cordes OP. 51 en 1786-1787. L'œuvre fut reprise par le compositeur sous forme d'Oratorio pour 4 voix solistes, chœur mixte et orchestre en 1796.